# アンディ・バーンズ
アンドリュー・デビッド・バーンズ（Andrew David Burns, 1990年8月7日 - ）は、アメリカ合衆国サウスカロライナ州グリーンビル郡グリーンビル出身のプロ野球選手（内野手）。右投右打。現在は、フリーエージェント（FA）。

## 経歴

### プロ入り前
2008年のMLBドラフト25巡目（全体767位）でコロラド・ロッキーズから指名されたが、契約せずにケンタッキー大学へ進学した。

### プロ入りとブルージェイズ時代
2011年のMLBドラフト11巡目（全体349位）でトロント・ブルージェイズから指名され、プロ入り。契約後、傘下のルーキー級ガルフ・コーストリーグ・ブルージェイズでプロデビュー。A-級バンクーバー・カナディアンズでもプレーし、2球団合計で28試合に出場して打率.250、3本塁打、14打点、2盗塁を記録した。
2012年はA級ランシング・ラグナッツでプレーし、78試合に出場して打率.248、9本塁打、37打点、15盗塁を記録した。
2013年はA+級ダニーデン・ブルージェイズとAA級ニューハンプシャー・フィッシャーキャッツでプレーし、2球団合計で128試合に出場して打率.288、15本塁打、85打点、33盗塁を記録した。オフにはアリゾナ・フォールリーグに参加し、ソルトリバー・ラフターズに所属した。
2014年はAA級ニューハンプシャーでプレーし、133試合に出場して打率.255、15本塁打、63打点、18盗塁のを記録した。
2015年はAA級ニューハンプシャーとAAA級バッファロー・バイソンズでプレーし、2球団合計で132試合に出場して打率.291、5本塁打、46打点、6盗塁を記録した。
2016年は開幕をAAA級バッファローで迎え、5月6日にメジャー契約を結んでアクティブ・ロースター入りした。5月9日のサンフランシスコ・ジャイアンツ戦でメジャーデビュー。この年メジャーでは10試合に出場して6打数無安打だった。オフの12月2日にマイナー契約でAAA級バッファローへ配属された。

### ロッテ・ジャイアンツ時代
2017年1月8日、韓国プロ野球のロッテ・ジャイアンツと契約した。韓国語での表記は「エンディ・ボンジュ(앤디 번즈)」。2018年シーズン終了後に自由契約となった。

### ブルージェイズ傘下時代
2019年2月28日、古巣のブルージェイズとマイナー契約を結んだ。4月1日にAAA級バッファローへ配属された。2020年オフの11月2日にFAとなった。

### ドジャース時代
2020年12月16日、ロサンゼルス・ドジャースとマイナー契約を結び、翌2021年のスプリングトレーニングに招待選手として参加することになった。
2021年6月12日にメジャー契約を結んでアクティブ・ロースター入りした。7月20日にDFAとなり、同日中に自由契約となった。同年9月10日にマイナー契約で再契約した。シーズン終了後の11月5日にウェイバー公示を経て、ドジャースと再契約を結び、そのまま傘下のAAA級オクラホマシティに配属された。
2022年もAAA級オクラホマシティでプレーしたが、シーズン終了後の11月10日にFAとなった。

## 詳細情報

### 年度別打撃成績
| 年 度    | 球 団    | 試 合 | 打 席 | 打 数 | 得 点 | 安 打 | 二 塁 打 | 三 塁 打 | 本 塁 打 | 塁 打 | 打 点 | 盗 塁 | 盗 塁 死 | 犠 打 | 犠 飛 | 四 球 | 敬 遠 | 死 球 | 三 振 | 併 殺 打 | 打 率 | 出 塁 率 | 長 打 率 | O P S |
| -------- | -------- | ----- | ----- | ----- | ----- | ----- | -------- | -------- | -------- | ----- | ----- | ----- | -------- | ----- | ----- | ----- | ----- | ----- | ----- | -------- | ----- | -------- | -------- | ----- |
| 2016     | TOR      | 10    | 7     | 6     | 2     | 0     | 0        | 0        | 0        | 0     | 0     | 0     | 0        | 0     | 0     | 0     | 0     | 1     | 2     | 0        | .000  | .143     | .000     | .143  |
| 2017     | ロッテ   | 116   | 468   | 423   | 71    | 128   | 38       | 0        | 15       | 211   | 57    | 10    | 7        | 2     | 3     | 29    | 0     | 11    | 100   | 18       | .303  | .361     | .499     | .860  |
| 2018     | ロッテ   | 133   | 505   | 462   | 80    | 124   | 34       | 5        | 23       | 237   | 64    | 5     | 2        | 1     | 0     | 33    | 2     | 9     | 133   | 8        | .268  | .329     | .513     | .842  |
| 2021     | LAD      | 9     | 15    | 11    | 2     | 3     | 1        | 0        | 0        | 4     | 0     | 0     | 0        | 0     | 0     | 3     | 0     | 1     | 1     | 1        | .273  | .467     | .364     | .831  |
| MLB：2年 | MLB：2年 | 19    | 22    | 17    | 4     | 3     | 1        | 0        | 0        | 4     | 0     | 0     | 0        | 0     | 0     | 3     | 0     | 2     | 3     | 1        | .176  | .364     | .235     | .599  |
| KBO：2年 | KBO：2年 | 249   | 973   | 885   | 151   | 252   | 72       | 5        | 38       | 448   | 121   | 15    | 9        | 3     | 3     | 62    | 2     | 20    | 233   | 26       | .285  | .344     | .506     | .850  |

- 2022年度シーズン終了時

### 年度別守備成績
| 年 度 | 球 団 | 一塁（1B） | 一塁（1B） | 一塁（1B） | 一塁（1B） | 一塁（1B） | 一塁（1B） | 三塁（3B） | 三塁（3B） | 三塁（3B） | 三塁（3B） | 三塁（3B） | 三塁（3B） | 左翼（LF） | 左翼（LF） | 左翼（LF） | 左翼（LF） | 左翼（LF） | 左翼（LF） |
| 年 度 | 球 団 | 試 合      | 刺 殺      | 補 殺      | 失 策      | 併 殺      | 守 備 率   | 試 合      | 刺 殺      | 補 殺      | 失 策      | 併 殺      | 守 備 率   | 試 合      | 刺 殺      | 補 殺      | 失 策      | 併 殺      | 守 備 率   |
| ----- | ----- | ---------- | ---------- | ---------- | ---------- | ---------- | ---------- | ---------- | ---------- | ---------- | ---------- | ---------- | ---------- | ---------- | ---------- | ---------- | ---------- | ---------- | ---------- |
| 2016  | TOR   | 1          | 0          | 0          | 0          | 0          | .---       | 4          | 0          | 6          | 0          | 1          | 1.000      | 1          | 0          | 0          | 0          | 0          | .---       |
| MLB   | MLB   | 1          | 0          | 0          | 0          | 0          | .---       | 4          | 0          | 6          | 0          | 1          | 1.000      | 1          | 0          | 0          | 0          | 0          | .---       |

- 2020年度シーズン終了時

### 背番号
- 1（2016年）
- 98（2017年 - 2018年）
- 29（2021年）